# Поремский, Владимир Димитриевич
Владимир Димитриевич Поремский (ВДП) (17 января 1909 года, Ченстохов, Российская империя — 22 января 1997 года в Франкфурте-на-Майне, ФРГ) — русский учёный, химик; один из основателей, стратегов и активных деятелей Народно-Трудового Союза российских солидаристов, в течение 18 лет — председатель НТС.

## Биография
Владимир Поремский родился 17 (30) января 1909 года в семье военного в городке Ченстохова (Польша) у западной границы России, куда полк его отца был переведен с территорий Дальнего Востока России.
В 1920 году, 11-летним мальчиком вывезен родителями из Севастополя в Югославию. Всю жизнь называл себя подданным Российской империи, даже юридически оставаясь «лицом без гражданства».
22 января 1997 года во Франкфурте-на-Майне скончался, накануне своего 88-летия.

## Образование и научная деятельность
Учился в Белграде в 1921—1927 годах в русской гимназии. Окончив один курс Белградского университета, в 1928 году переехал в Париж, где по 1931 год трудился в Сорбонне, где получил научную степень.
В 1932 году окончил институт химии в Лилле, получив диплом инженера-химика.
В 1932—1939 годах работал в исследовательской лаборатории судебной идентификации Министерства юстиции в Париже.
В 1939—1941 годах работал в Институте прикладной химии в Париже.
Опубликованные Поремским работы по молекулярным структурам и спектральному анализу в отчетах Академии наук Франции и в бюллетене Французского химического общества создали авторитет Поремского в научных кругах.
После войны нобелевский лауреат Лайнус Полинг приглашал Поремского работать своим ассистентом в Калифорнии, США.

## Деятельность НТС
Предыстория НТС началась во второй половине 1920-х годов в кругах русской молодёжи в Югославии и Болгарии. Дух этих встреч ВДП привез во Францию, где вскоре возглавил Национальный Союз Русской Молодёжи — будущий Французский отдел НТС.
Первому Съезду НТС в Белграде предшествовало организационное совещание в городке Сен-Жульен у швейцарской границы в июне 1930 года, на котором ВДП представлял будущий Французский отдел НТС.
Поремский, как председатель Французского отдела НТС, согласно тогдашнему Уставу НТС начала 1930-х годов стал членом Совета НТС. Одной из задач Французского отдела стала борьба с проникновением советской агентуры в эмиграцию. ВДП играл ключевую роль и в столкновениях с советофильствующими «младороссами», и в разоблачении «Внутренней линии» в Русском Обще-Воинском Союзе в 1935 году. Увы, руководители РОВСа поверили разоблачениям НТС слишком поздно — после похищения председателя РОВСа, генерала Миллера в 1937 году.
Идейно-политические статьи Поремского в те годы печатались в газете «За Россию».

## Лагерь Вустрау
В 1941 году ВДП был задержан в Париже Гестапо и препровожден под его надзором в Берлин. Здесь он получил работу переводчика и преподавателя в лагере для переподготовки военнопленных в Вустрау, находившемся в ведении Восточного министерства.
В лагере Вустрау, как и в других ведомствах тогдашней Германии, находились люди, не разделявшие гитлеровскую политику, мечтавшие о возрождении некоммунистической России и покрывавшие деятельность НТС, формально запрещенную в Германии.
В лагере из военнопленных отбирались работники для администраций оккупированных областей. Вустрау стал на первом этапе войны центром подпольной деятельности НТС, где работали Брунст, Вергун, Редлих и другие видные руководители Союза.
В декабре 1943 года член Совета НТС Поремский был избран в Исполнительное Бюро НТС.
В лагере Вустрау, в противовес гитлеровской русофобской пропаганде, ВДП перевел и отпечатал на ротаторе книгу немецкого философа Вальтера Шубарта «Европа и душа Востока». Книга содержала материалы о высоких духовных качествах русского народа и всемирном призвании России.
Текст перевода, а также общая «неподконтрольность» НТС, ставились ВДП в вину, когда он в июне 1944 г. был арестован Гестапо и отбывал заключение в тюрьме на Александерплац в Берлине и в концлагере Заксенхаузен.
Освобожден вместе с несколькими другими руководителями Союза в апреле 1945 года в результате личного вмешательства генерала А. А. Власова.
Полный перевод книги с комментариями опубликован в России в альманахе «Русская идея» в 1997 — в год смерти ВДП.

## Конец войны и послевоенные дни
В 1945 в последние дни войны Поремский, как известный ученый и общественный деятель, владеющий несколькими языками, был направлен Власовым в Гамбург для ознакомления английских союзников с замыслом Освободительного Движения.
Там Поремский был немедленно арестован и заключен в лагерь военнопленных, откуда вышел, после тяжелой болезни в 1946 году.
Центром послевоенного восстановления НТС стал лагерь «перемещенных лиц» Менхегоф под Касселем, Германия — в американской оккупационной зоне.
ВДП жил в Менхегофе до 1947 года, затем проживал в Лимбурге-на-Лане, где издательство «Посев» располагалось до переезда во Франкфурт в 1952 году.
Были опубликованы циркулярные письма Поремского «Дорогой друг», подписанные «твой В. Дмитриев», поскольку НТС в Германии по-прежнему оставался на подпольном положении.

## Молекулярная теория революций
Основной вопрос, обсуждавшийся руководством НТС в те дни: как именно бороться с тоталитарной диктатурой в мирное время?
Часть членов Совета считала, что борьба невозможна. Поремский и другие члены Совета НТС, напротив, в 1948 году начали встречи с советскими военнослужащими в Берлине.
Для эффективного взаимодействия им требовалась общая «стратегическая концепция»: как именно такая разрозненная работа может привести к успеху.
Зимой 1948—1949 годов ВДП пишет свою «молекулярную теорию» революции в условиях тоталитарного строя. Теория воодушевила членов НТС, помогла привлечь материальные средства и на 7 лет определила работу НТС.
Была развернута деятельность по засылке листовок НТС в СССР воздушными шарами, были созданы радиостанции «Свободная Россия», велась заброска активистов НТС в СССР.
После ухода из НТС его многолетнего председателя В. М. Байдалакова ВДП как эмигрант «старый» по стажу, но «новый» по образу мысли стал естественным кандидатом на пост председателя Союза.
В январе 1955 года Владимир Поремский был избран председателем НТС.

## После Сталина
Поремский посвятил много сил, времени, фантазии и неиссякаемой энергии иностранным делам НТС — поездкам по Европе, Азии и Америке.
Основная цель встреч была обеспечить международную моральную и материальную поддержку делу освободительной борьбы с коммунистической властью не на окраинах, а в центре коммунистической империи — в России.
После XX съезда КПСС в июле 1956 года под председательством Поремского прошёл ключевой съезд Совета НТС в Кидрихе-на-Рейне.
Поремский предложил концепцию «радикального реформизма» в верхах советского правящего слоя, который «по мере нарастания революционной ситуации объективно станет союзником революционных сил в общей борьбе за единые конечные цели».
Новый метод борьбы означал отход от классической схемы «народной» революции и многих приемов «молекулярной теории» и содержал предвидение краха КПСС, который в реальности состоялся в 1991 году.
НТС предлагалось создать и развить «тамиздат» — печать и распространение Российской публицистики в помощь российскому «самиздату» и включению россиян в диссидентское движение.
Ощущать настроения высщих кругов СССР Поремский пытался в постоянном общении с советскими учеными и руководителями разных уровней на научных конференциях в Европе, куда советских ученых начали выпускать после смерти Сталина.
Картотека лиц, которую ВДП тщательно вел, включала множество имен — от самых верноподданных до самых вольнодумных.

## Общественные проекты
Новые проекты ВДП не прекращал ни на один день. Идея «книжного проекта» — издавать переводы наиболее важных для России современных западных мыслителей, чьи книги недоступны в СССР, и забрасывать их в страну. Проект требовал средств, поисками средств ВДП был занят много лет с разным успехом — переводы работ Карла Поппера, Мамфорда и других мыслителей выходили в журнале «Грани», в типографии «Посева» отпечатана книга Людвига Эрхарда «Благосостояние для всех».
Наряду с политической деятельностью ВДП поддерживал контакты с видными представителями западной научной и культурной общественности.
Активная переписка и личные встречи Поремского сыграли роль в привлечение внимания общественности и присуждении Нобелевских премий Александру Солженицыну и Андрею Сахарову.

## Уход из руководства НТС
Здоровье вновь дало сбои в 1972 году, и Поремский передал председательство Союза А. Н. Артемову.
С 1972 по 1996, неизменно участвуя в деятельности Совета НТС, продолжая встречи с деятелями науки и искусства и поездки по планете, ВДП углубился в разработки в области социологии и футурологии. Он изучал вопросы будущего России, о месте России в мире и о сценариях развала коммунистической системы власти в СССР. «Пражская весна» 1968 года по мнению Поремского — образцовое проявление народной воли.
Поремский обосновал существование «конструктивных сил в правящем слое» (1977), впоследствии описывая аналогии Дубчек-Горбачев в нескольких статьях в Посеве.
В январе 1993 года Поремский после 60 лет активной деятельности покинул Совет НТС.
Последний раз ВДП выступил перед активистами НТС на собрании 50-летия «Посева» в декабре 1995 года в Доме Цветаевой в Москве.

## Посещение России
С 1992 года ВДП открылась долгожданная возможность не только умственно «по кусочкам перевозить себя в Россию», но и физически там бывать, что он осуществил, несмотря на слабеющее здоровье, семь раз.
В 1995 Поремский принял участие в работе международного молодёжного форума «Интернеделя» в Новосибирском Академгородке.
Осенью 1996 посетил Новосибирский Академгородок ещё раз специально для встречи с президентом Сибирского Отделения Российской академии наук Владимиром Афанасьевичем Коптюгом,
а также провел несколько личных встреч с выдающимися учеными: Юрием Ивановичем Кулаковым и другими.
Несмотря на плохое самочувствие (помощь ему оказывали врачи «скорой помощи»), Поремский много общался с разными людьми, придавая огромное значение личному обаянию, улыбкам, чувствам, и, прежде всего, доверию между людьми.

## Синергетика
Приверженец солидаризма, о котором он много писал, Поремский считал, что путь в будущее для России и мира лежит не в новых производственных отношениях, а в «новом мышлении». Чтобы изменить «бытие», надо сперва изменить «сознание». Но как новое сознание передать людям, вскормленным в «научной», а не религиозной традиции? Ключ он видел в интегральной науке «синергетике» — понимая её как научную основу солидаризма. Последним делом жизни Владимира Поремского стал «Московский синергетический форум».

## Личная жизнь и последние дни
В 1960 году на мотоцикле разбился единственный сын Алексей Владимирович Поремский, талантливый философ, журналист и молодёжный лидер.
В 1995 году скончалась жена Татьяна Всеволодовна.
В 1990-е Поремский жил в квартире на улице Hegelstrasse во Франкфурте-на-Майне, где у него нередко останавливались друзья и соратники, молодые ученые и общественные деятели.
В январе 1997 года, после Крещения Поремский звонил в Москву друзьям, обсуждал репортаж о синергетическом Форуме и понравившееся ему «Открытое письмо президенту Ельцину», вышедшие в «Посеве» № 6 (1996).
«Мне очень плохо», сказал ВДП на прощание и умер через 3 дня.
Похоронен ВДП 31 января 1997 года на Главном кладбище во Франкфурте-на-Майне. Его могила находится рядом с могилами жены и сына, в месте, куда он часто приходил в последние годы жизни.